# ناحیه یمسه
ناحیه یَمْسَه زیرمجموعه فنلاند مرکزی و یکی از ناحیه‌ها در فنلاند از سال ۲۰۰۹ است.

## شهرداری‌ها
- یمسه (۲۲٬۳۹۲)
- کوهموینن (۲٬۴۵۸)